# Auditorio Nacional
Az Auditorio Nacional (Nemzeti Auditórium) monumentális amfiteátrum, hangverseny- és rendezvényközpont Mexikóváros Miguel Hidalgo nevű kerületének előkelő Chapultepec parkjában, a Paseo de la Reforma sugárút 50. szám alatt található. Leggyakrabban könnyűzenei koncerteknek, táncművészeti és színházi előadásoknak, illetve sporteseményeknek ad helyet. Sokan Mexikó legelőkelőbb színházának tekintik, ahol a legelismertebb művészek lépnek fel (gyakran az előadóművészek népszerűségének mércéjéül szolgál, hogy a közönség mennyire telítette meg az Auditorio Nacional nézőterét).

## Történet
1952-ben nyílt meg Auditorio Municipal („Városi Auditórium”) néven. Óriási méreteit jellemzi, hogy legnagyobb szélessége kb. 142 méter, legnagyobb hosszúsága (mélysége) a fedett előcsarnokrésszel együtt kb. 165 méter. A nézőtér befogadóképessége 10 000 fő. 1958-ban adták át a beépített orgonaművet, amely 15 633 sípot tartalmaz. Az épületet 1990-ben újították fel Teodoro González de León és Abraham Zabludovsky építészek tervei alapján. A betonmonstrumban az óriási rendezvénytermen kívül kávéház, kiállítóterem (galéria) és orvosi rendelő is helyet kapott.